# Fade to Black
Fade to Black —  перша пауер-балада американського хеві-метал гурту Metallica, яка була випущена як промо-сингл з альбому Ride the Lighting.
Пісня досягла 100-го місця в Swiss Singles Chart у 2008 році. Також вона отримала золотий сертифікат Американської Асоціації Компаній Звукозапису.

## Про пісню
В інтерв’ю на знімальному майданчику MTV Icon в 2003 році барабанщик Ларс Ульріх згадує, як він і Джеймс Хетфілд були «одержимі смертю» під час випуску альбому Ride the Lighting. Пізніше Хетфілд зізнався, що на настрій пісні також вплинула крадіжка майже всього обладннаня групи після концерту в The Channel Club (Бостон) 14 січня 1984 року. Лірика пісні розповідає про душевні муки, думки і почуття людини перед скоєнням самогубства, на яке вона вирішується у зв'язку з безвихіддю свого життя. "Fade To Black", перша "не важка" пісня, випущена групою, починається зі вступу, зіграного на акустичній гітарі. Поступово музика стає важчою, періодично знову повертаючись до акустичних проміжків. Джеймс Хетфілд прокоментував пісню в інтерв'ю Guitar World 1991 року:
Ця пісня стала для нас великим кроком. Це була наша перша балада, тож ми знали, що це злякає людей... Записуючи цю пісню, я дізнався, наскільки може розчарувати акустична гітара. Ви чули кожен писк, тож я мав бути обережним. Я написав пісню в будинку друга в Нью-Джерсі. У той час я був дуже пригнічений, тому що наше обладнання щойно вкрали, і нас вигнали з дому нашого менеджера за те, що ламали речі і випивали алкогольні напої з його шафи. Це пісня про самогубство, і ми отримали за неї багато критики, ніби діти вбивали себе через пісню. Але ми також отримали сотні листів від дітей, які розповідали нам, як вони пов’язані з піснею і що від неї їм стало краще. (Неточний переклад)
З моменту виходу "Fade to Black" стала невід'ємною частиною живих виступів Metallica. Це була також остання пісня, яку Metallica виконала наживо з колишнім басистом Джейсоном Ньюстедом перед тим, як він залишив групу, це відбулось на церемонії вручення музичних премій VH1 Music Awards 30 листопада 2000 року. Це була одна з його улюблених пісень Metallica, яка для нього мала велике значення, хоча вона була написано ще до того, як він приєднався до гурту. Його минула група, Flotsam and Jetsam , записала пісню, названу "Fade to Black" на своєму альбомі 1986 Doomsday for the Deceiver до переходу Ньюстеда в Metallica.
Під час Guns N' Roses/Metallica Stadium Tour 8 серпня 1992 року Хетфілд випадково потрапив під залп піротехніки, що вистрілювався з-під краю сцени, коли він грав Fade to Black. Гітара Хетфілда захистила його від повної сили потоку, проте вогонь зачепив його ліву сторону, обпалив руку, брови, обличчя та волосся. У нього були опіки другого та третього ступеня, але він повернувся на сцену через 17 днів, хоча його обов'язки ритм-гітариста були віддані колишньому гітарному техніку та гітаристові Metal Church Джону Маршаллу на 4 тижні, поки Джеймс не одужав повністю.

## Трек-лист
| Рекламний 12" вініл | Рекламний 12" вініл                | Рекламний 12" вініл |
| #                   | Назва                              | Тривалість          |
| ------------------- | ---------------------------------- | ------------------- |
| 1.                  | «Fade to Black» (Vocal/LP Version) | 6:57                |

## Учасники запису
- Джеймс Хетфілд — вокал, ритм-гітара, акустична гітара
- Ларс Ульріх — ударні
- Кірк Хеммет — соло-гітара
- Кліфф Бертон — бас-гітара